# Tamnoserica laevigata
Tamnoserica laevigata är en skalbaggsart som beskrevs av Blanchard 1850. Tamnoserica laevigata ingår i släktet Tamnoserica och familjen Melolonthidae.
Artens utbredningsområde är Madagaskar. Inga underarter finns listade i Catalogue of Life.